# (6290) 1985 CA2
(6290) 1985 CA2 (1985 CA2, 1987 XV, 1990 UL) — астероїд головного поясу, відкритий 12 лютого 1985 року.
Тіссеранів параметр щодо Юпітера — 3,638.